# Abbazia di Inchcolm
L'abbazia di Inchcolm risale al medioevo ed è ubicata nell'isola di Inchcolm sul Firth of Forth in Scozia. 

## Storia
L'abbazia, posta al centro dell'isola, venne fondata, nel XII secolo, durante l'episcopato di Gregorio, vescovo di Dunkeld. Successivamente la tradizione ha collocato l'abbazia nel regno del re Alessandro I di Scozia (1107-1124), che probabilmente aveva, in qualche modo, rapporti con l'isola. Egli vi giunse apparentemente dopo un naufragio nel 1123 e si rifugiò in un tugurio come eremita.
L'abbazia fu prima adibita a convento di agostiniani, diventando un'abbazia nel 1235. L'isola fu attaccata dagli inglesi dal 1296 in poi, e l'abbazia fu abbandonata dopo la Riforma scozzese del 1560. Da allora venne usata per scopi difensivi, in quanto situata in una posizione strategica e sopraelevata al centro del Firth of Forth. Un'iscrizione medievale scolpita sopra l'ingresso dell'abbazia dice: Stet domus haec donec fluctus formica marinos ebibat, et totum testudo permabulet orbem ("Possa questo casa durare fino a quando una formica dreni il mare in tempesta e una tartaruga vada in giro per il mondo intero").
L'abbazia di Inchcolm è il monastero scozzese più integro di quelli pervenuti ai nostri giorni. Il chiostro, la sala capitolare ed il refettorio sono completi e la maggior parte degli edifici rimanenti del complesso claustrale sono in buono stato di conservazione. La parte meno ben conservata del complesso è la chiesa monastica. Le rovine sono curati da Historic Scotland che gestisce anche un centro visitatori vicino al molo del traghetto da South Queensferry.

## Antifonario di Inchcolm
L'abbazia dà il nome ad un manoscritto del XIV secolo: l'antifonario di Inchcolm. Esso contiene uno dei pochi esempi rimasti di canto piano celtico. Le pagine dell'antifonario possono essere consultate sul sito dell'Università di Edimburgo.
L'antifonario contiene un numero consistente di canti dedicati a San Colombano. Mentre questi possono derivare da vari altri monasteri associati a san Colombano, come il priorato di Oronsay o Iona, Inchcolm è considerata la fonte più probabile di compilazione del manoscritto, se non della composizione dei canti.